# Manlio Molinari
Manlio Molinari (ur. 24 sierpnia 1964) – sanmaryński lekkoatleta.

## Kariera
W 1984 po raz pierwszy wziął udział w igrzyskach olimpijskich, na których wystartował w biegu na 800 m. Odpadł w eliminacjach, zajmując ostatnie, 8. miejsce w swoim biegu eliminacyjnym z czasem 1:57,09 s.
W 1985 zadebiutował na igrzyskach małych państw Europy, na których wystąpił w biegach na 400 i 800 m oraz w sztafecie 4 × 100 m. Jego wyniki w tych konkurencjach są jednak nieznane.
W 1987 ponownie uczestniczył w igrzyskach małych państw Europy. Zdobył na nich srebrny medal na 400 m. W tym samym roku wystartował też na igrzyskach śródziemnomorskich.
W 1988 ponownie wziął udział w igrzyskach olimpijskich, na których wystąpił w biegu na 800 m. Odpadł w eliminacjach, plasując się na 7. pozycji w swoim biegu eliminacyjnym z czasem 1:52,35 s.
W 1989 po raz kolejny uczestniczył w igrzyskach małych państw Europy, na których wystartował na 400 i 800 m oraz w sztafecie 4 × 400 m. W tej ostatniej konkurencji wywalczył srebrny medal.
W 1991 ponownie wziął udział w igrzyskach małych państw Europy, na których zdobył srebro w sztafecie 4 × 400 m. W tym samym roku wystąpił także na igrzyskach śródziemnomorskich.
W 1992 po raz trzeci wystartował na igrzyskach olimpijskich, na których wziął udział w sztafecie 4 × 100 m, która odpadła w eliminacjach po zajęciu 4. pozycji w swoim biegu eliminacyjnym z czasem 42,08 s.
W 1993 wystąpił na igrzyskach małych państw Europy, na których wywalczył srebro w sztafecie 4 × 100 m i biegu na 800 m oraz brąz na 400 m.
W 1995 ponownie wziął udział w igrzyskach małych państw Europy, na których zdobył złoty medal na 400 m i srebrny na 800 m. Wystartował też w sztafecie 4 × 100 m.
W 1996 po raz ostatni wystąpił na igrzyskach olimpijskich, na których odpadł w eliminacjach biegu na 800 m, zajmując w swoim biegu eliminacyjnym ostatnie, 6. miejsce z czasem 1:56,08 s.
W 1997 kolejny raz wystartował na igrzyskach małych państw Europy, na których wywalczył brąz na 400 m. Wziął udział także w biegu na 800 m oraz w sztafecie 4 × 100 m.
W 1999 ponownie wystąpił na igrzyskach małych państw Europy, na których zdobył brązowy medal w sztafecie 4 × 100 m. Wystartował także na 400 i 800 m.

## Rekordy kraju
Na podstawie
- 800 m – 1:51,8 s ( San Marino, 25 czerwca 1997)
- 110 m ppł – 16,52 s ( Modena, 3 czerwca 2000)
- 400 m ppł – 56,04 s ( Benevento, 16 czerwca 1991)
- 4 × 400 m[a] – 3:17,44 s ( Andorra la Vella, 25 maja 1991, Igrzyska Małych Państw Europy 1991)